# Isoleon pumilio
Isoleon pumilio is een insect uit de familie van de mierenleeuwen (Myrmeleontidae), die tot de orde netvleugeligen (Neuroptera) behoort. 
Isoleon pumilio is voor het eerst wetenschappelijk beschreven door Klapálek in 1914.